# Писарівська сільська рада (Синельниківський район)
| Писарівська сільська рада — колишній орган місцевого самоврядування у Синельниківському районі Дніпропетровської області з адміністративним центром у с. Писарівка. Сільській раді підпорядковані населені пункти: - с. Писарівка - с. Зелений Гай - с. Мар'ївка - с. Новоіларіонівське - с. Пристень |

## Склад ради
Рада складається з 14 депутатів та голови.

## Керівний склад сільської ради
| ПІБ                        | Основні відомості                                                                     | Дата обрання | Дата звільнення |
| -------------------------- | ------------------------------------------------------------------------------------- | ------------ | --------------- |
| Крупська Людмила Борисівна | Сільський голова, 1961 року народження, освіта, позапартійна                          | 26.03.2006   | 31.10.2010      |
| Крупська Людмила Борисівна | Сільський голова, 1961 року народження, освіта середня загальна, член Партії регіонів | 31.10.2010   |                 |

Примітка: таблиця складена за даними джерела